# Афроіспанці
Афро-іспанці — громадяни Іспанії африканського походження. В даний час за переписом населення це 1 301 000 осіб[уточнити], що становить 2,4 % від загальної кількості населення Іспанії та є другою за чисельністю меншиною після афро-американського населення.

## Походження

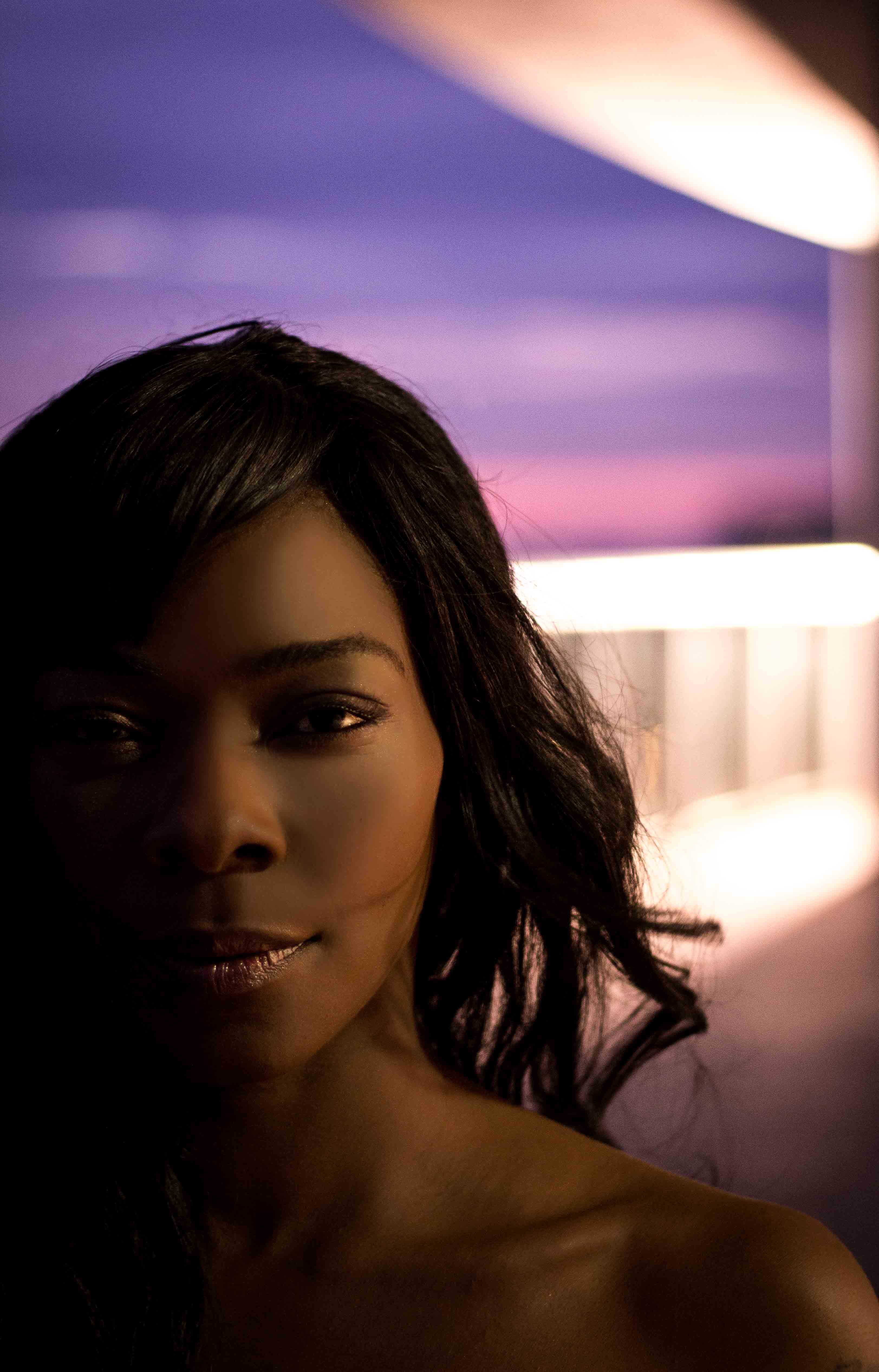
Конча Буйка

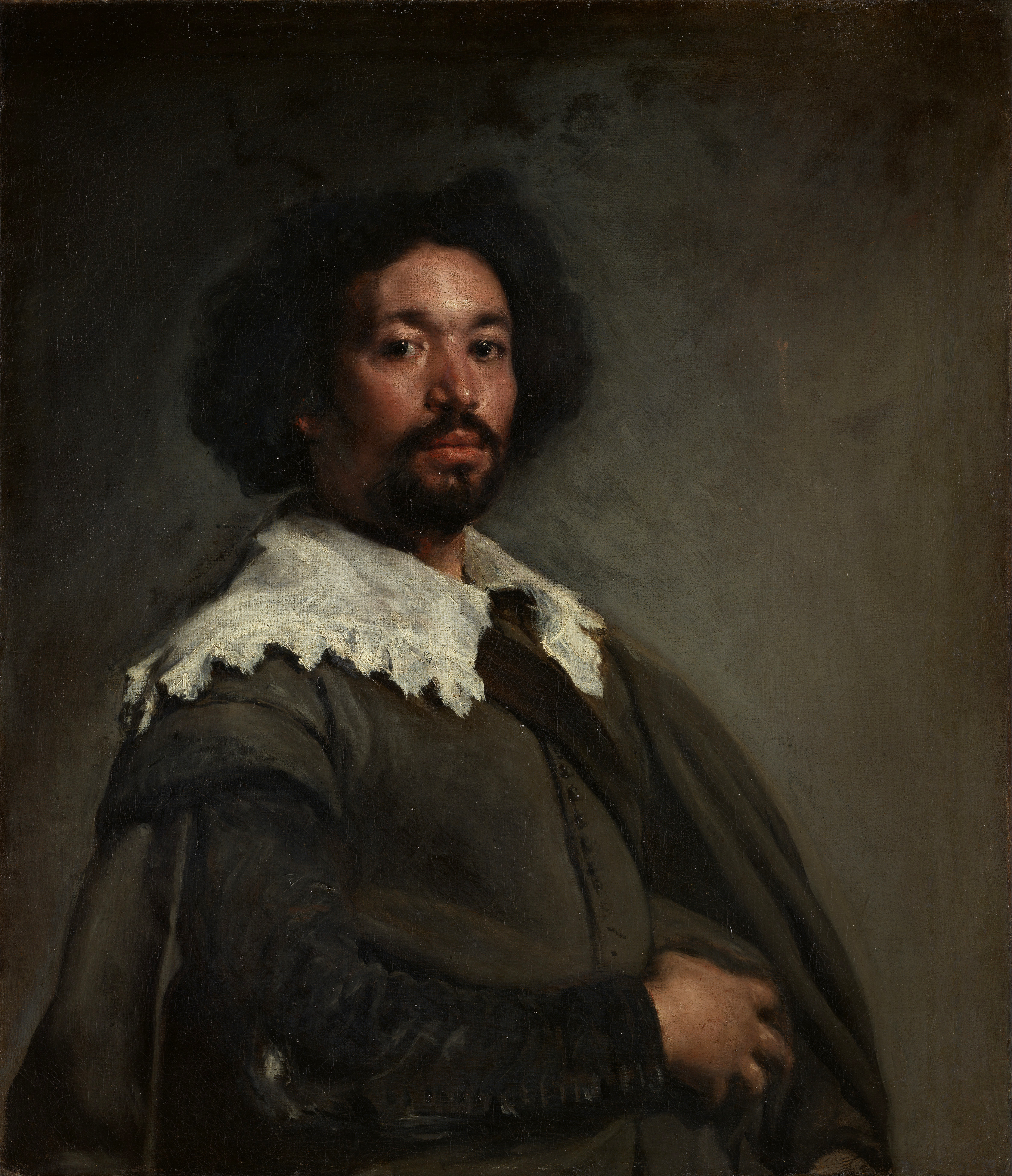
Хуан де Пареха, зображений Дієго Веласкесом (Метрополітен-музей, Нью-Йорк, 1649–50).

Більшість афро-іспанців прибуло до Іспанії з Нігерії, Екваторіальної Гвінеї, Сенегалу, Анголи та Камеруну (Субсахарська Африка),  а також з Марокко, Алжиру, Західної Сахари та Тунісу (Магриб).

## Видатні люди

### Активісти
- Антумі Тоасіє, історик і панафриканський активіст

### Художники та письменники
- Хуан Латіно, поет і гуманіст епохи Відродження;
- Хуан де Пареха, художник походження Мориско, який народився в Антекері. Чи мав він субсахарське африканське коріння, невідомо.
- Ельвіра Дянгані Озе, куратор;
- Жульєн Аноко, антрополог.

### Дослідники та конкістадори
- Хуан Валієнте;
- Хуан Гаррідо.

### В шоу-бізнесі та ЗМІ
- Ассарі Бібанг, актриса;
- Еміліо Буале, актор;
- Боре Буйка, актор;
- Конча Буйка, співачка;
- Вірджинія Буйка, співачка;
- Джиммі Кастро, актор;
- Дерейстіл, репер;
- Норберто де Ноа, співак і письменник;
- Ель Чоджин, репер;
- Френк Т, MC та реп-продюсер;
- Франсін Гальвес, журналістка;
- Хіджас дель Соль, музичний дует;
- Хота Маюскула, репер;
- Палома Лорібо, співачка та актриса;
- Лусія Мбоміо, журналістка;
- Дезіре Нджамбо, журналістка;
- Вісента Ндонго, актриса;
- Малкольм Тревіньо-Сітте, актор;
- Берта Васкес, актриса;
- Сантьяго Занну, кінорежисер.

### Благодійники
- Бісіла Бококо.

### Політики
- Долорес Джонс;
- Састре Ріта Босахо;
- Ігнасіо Гарріга;
- Люк Андре Діуф.

### У спорті
- Ларрі Абіа, баскетлобист;
- Сет Айрам, футболіст;
- Карлос Акапо, футболіст;
- Серхіо Акіеме, футболіст;
- Нелі Карла Альберто, гандболістка;
- Слава Алозі, спортсменка;
- Кілі Альварес, футболіст;
- Рут Альварес, футболіст;
- Джаїр Амадор, футболіст;
- Марвін Енібо, футболіст;
- Годвін Антві, футболіст;
- Ісмаель Атуман, футболіст;
- Хав'єр Бальбоа, футболіст;
- Кейта Бальде, футболіст;
- Елхаджі Бандех, футболіст;
- Муса Бандех, футболіст;
- Александріна Барбоза, гандболістка;
- Серхіо Баріла, футбольний агент і колишній гравець;
- Рубен Беліма, футболіст;
- Марія Бернабеу, дзюдоїстка;
- Джаель Бестуе, спортсмен;
- Алемаєху Безабех, спортсмен;
- Ванесса Бле, баскетболістка;
- Родольфо Бодіпо, футбольний менеджер і колишній гравець;
- Джейд Бохо, футболіст;
- Ааурі Бокеса, спортсмен і баскетболіст;
- Іван Боладо, футболіст у відставці;
- Яннік Буйла, футболіст;
- Александріна Кабрал, гандболістка;
- Вальтер Кабрал, баскетболіст;
- Сауль Коко, футболіст;
- Мілагрос Коллер, волейболіст;
- Хосе Луїс Коллінз, колишній баскетболіст;
- Альфі Контех-Лакаль, футболіст;
- Девід Девіс, гандболіст у відставці;
- Джеймс Девіс, футболіст;
- Віктор де Баунбаг, футболіст;
- Бамбо Діабі, футболіст;
- Фатіма Діаме, спортсменка;
- Голден Діке, баскетболіст;
- Ілімане Діоп, баскетболіст;
- Мамаду Діоп, баскетболіст;
- Папе Шейх Діоп, футболіст;
- Марсело Джало, футболіст;
- Сулі Дрейм, баскетболіст;
- Альберто Едджого-Овоно, колишній футболіст;
- Ювенал Еджого-Овоно, колишній футболіст;
- Осас Егігіатор, баскетболіст;
- Руслан Ела, футболіст;
- Айтор Ембела, футболіст;
- Ігор Енгонга, футболіст;
- Оскар Енгонга, футбольний менеджер і колишній гравець;
- Вісенте Енгонга, футбольний менеджер і колишній гравець;
- Хуан Епітьє, колишній футболіст;
- Рубен Епітьє, колишній футболіст;
- Ансу Фаті, футболіст;
- Паоло Фернандес, футболіст;
- Пабло Ганет, футболіст;
- Усман Гаруба, баскетболіст;
- Каба Гассама, гандболістка;
- Мамаду Гассама, гандболіст;
- Секу Гассама, футболіст;
- Тріхас Гебре, спортсмен;
- Меджер Гомес, футболіст;
- Джордан Гутьєррес, футболіст;
- Серхіо Хінестроса, футболіст;
- Серж Ібака, баскетболіст;
- Джульєтта Ітоя, спортсменка;
- Джоел Джонсон, футболіст;
- Мігель Джонс, колишній футболіст;
- Венансіо Хосе, спортсмен у відставці;
- Іріс Джуніо, баскетболістка;
- Бакарі Камбі, футболіст;
- Хосе Канте, футболіст;
- Ніко Ката, футболіст;
- Лорен, футболіст у відставці;
- Сінді Ліма, колишня баскетболістка;
- Ногає Ло, баскетболіст;
- Горка Луаріз, футболіст;
- Марта Манге, гандболістка;
- Анхель Маньяна, баскетболіст;
- Нуха Маронг, футболістка;
- Омар Маскарелл, футболіст;
- Френк Мба, баскетболіст;
- Себас Мбансого, баскетболіст;
- Хорді Мбула, футболіст;
- Клаудіо Мендес, футболіст;
- Рікі Мендізабал, баскетболіст;
- Луїс Месегер, футболіст;
- Хосете Міранда, футболіст;
- Крістофер Мойзес, футболіст;
- Ілейс Моріба, футболіст;
- Муджаїд, футболіст;
- Рут Ндумбе, спортсменка;
- Асту Ндур, баскетболіст;
- Оскар Нгомо, баскетболіст;
- Річард Нгема, баскетболіст;
- Єва Нгуї, спортсменка;
- Еміліо Нсуе, футболіст;
- Джон Нванкво, футболіст;
- Федеріко Обама, футболіст;
- Саломон Обама, футболіст;
- Естебан Обіанг, футболіст;
- Педро Обіанг, футболіст;
- Кінгзлі Обіекве, баскетболіст;
- Жан Марі Окуту, спортсменка;
- Бруно Ондо Менге, баскетболіст;
- Мануель Онву, футболіст;
- Жозефіна Онія, спортсменка;
- Дерік Оседе, футболіст;
- Сальма Паралуело, спортсменка та футболістка;
- Марвін Парк, футболіст;
- Ана Пелетейро, спортсменка;
- Хонас Рамальо, футболіст;
- Ренді, футболіст;
- Руї, футболіст;
- Іван Сальвадор, футболіст;
- Сітафа Саване, баскетболіст;
- Едді Сільвестр, футболіст;
- Янкуба Сіма, баскетболіст;
- Юба Сіссохо, боксер;
- Адамс Сола, баскетболіст;
- Маркос Сука-Уму, баскетболіст;
- Стівен Сандей, футболіст;
- Седрік Тегія, футболіст;
- Роберто Тобе, футзаліст;
- Мамаду Тункара, футболіст;
- Адама Траоре, футболіст;
- Мохамед Траоре, футболіст;
- Марк Уджакпор, спортсмен;
- Вальдо, футболіст;
- Іньякі Вільямс, футболіст;
- Бойсон Вінні, футболіст;
- Яго Яо, футболіст у відставці;
- Бенджамін Зарандона, футболіст у відставці;
- Іван Зарандона, футболіст.

## Список джерел
1. «Población por país de nacimiento, comunidades y provincias, sexo y edad (hasta 100 y más)» [Архівовано 30 січня 2021 у Wayback Machine.]. INE (in Spanish).
2. ^ «Avance de la Estadística del Padrón Continuo a 1 de enero de 2016» [Архівовано 13 листопада 2016 у Wayback Machine.] (PDF). Spanish National Statistics Institute (Press release) (in Spanish). 28 April 2016. Retrieved 17 May 2019.
3. ^ «Inmigración en España» [Архівовано 27 грудня 2019 у Wayback Machine.].